# Гибралтар на Светском првенству у атлетици у дворани 2024.
Гибралтар је учествовао на 19. Светском првенству у атлетици у дворани 2024. одржаном у Глазгову од 1. до 3. марта пети пут. Репрезентацију Гибралтара представљао је један такмичар који се такмичио у трци на 60 метара.,
На овом првенству такмичар Гибралтара није освојио ниједну медаљу нити је остварио неки резултат.

## Учесници
Мушкарци:
- Крејг Гил — 60 м

## Резултати

### Мушкарци
| Атлетичар | Дисциплина | Лични рекорд | Квалификација | Квалификација | Полуфинале           | Полуфинале           | Финале               | Финале       | Детаљи |
| Атлетичар | Дисциплина | Лични рекорд | Резултат      | Место         | Резултат             | Резултат             | Место                | Место        | Детаљи |
| --------- | ---------- | ------------ | ------------- | ------------- | -------------------- | -------------------- | -------------------- | ------------ | ------ |
| Крејг Гил | 60 м       | 7,07         | 7,17          | 6. у гр. 5    | Није се квалификовао | Није се квалификовао | Није се квалификовао | 42 / 49 (50) |        |